# Cebrio fiorii
Cebrio fiorii is een keversoort uit de familie Cebrionidae. De wetenschappelijke naam van de soort is voor het eerst geldig gepubliceerd in 1906 door Leoni.